# 俄罗斯给排水现状
俄罗斯占有世界约四分之一的淡水资源，也是世界上拥有地表水资源最多的国家之一。在俄罗斯，大约70%的饮用水来源于地表水，32%来源于地下水。2004年，俄罗斯日均供水量达到9千万立方米，人均居民用水量达到248公升。同时,服务于所有俄罗斯人民的水务部门也是俄罗斯规模最大的部门之一。然而，俄罗斯主要的淡水资源集中在西伯利亚地区，其中贝加尔湖占全球流动的河川、淡水湖总水量的17%至20%。在聚居有全国80%人口的俄罗斯联邦的欧洲部分，仅占有全国8%的淡水资源。

## 服务质量

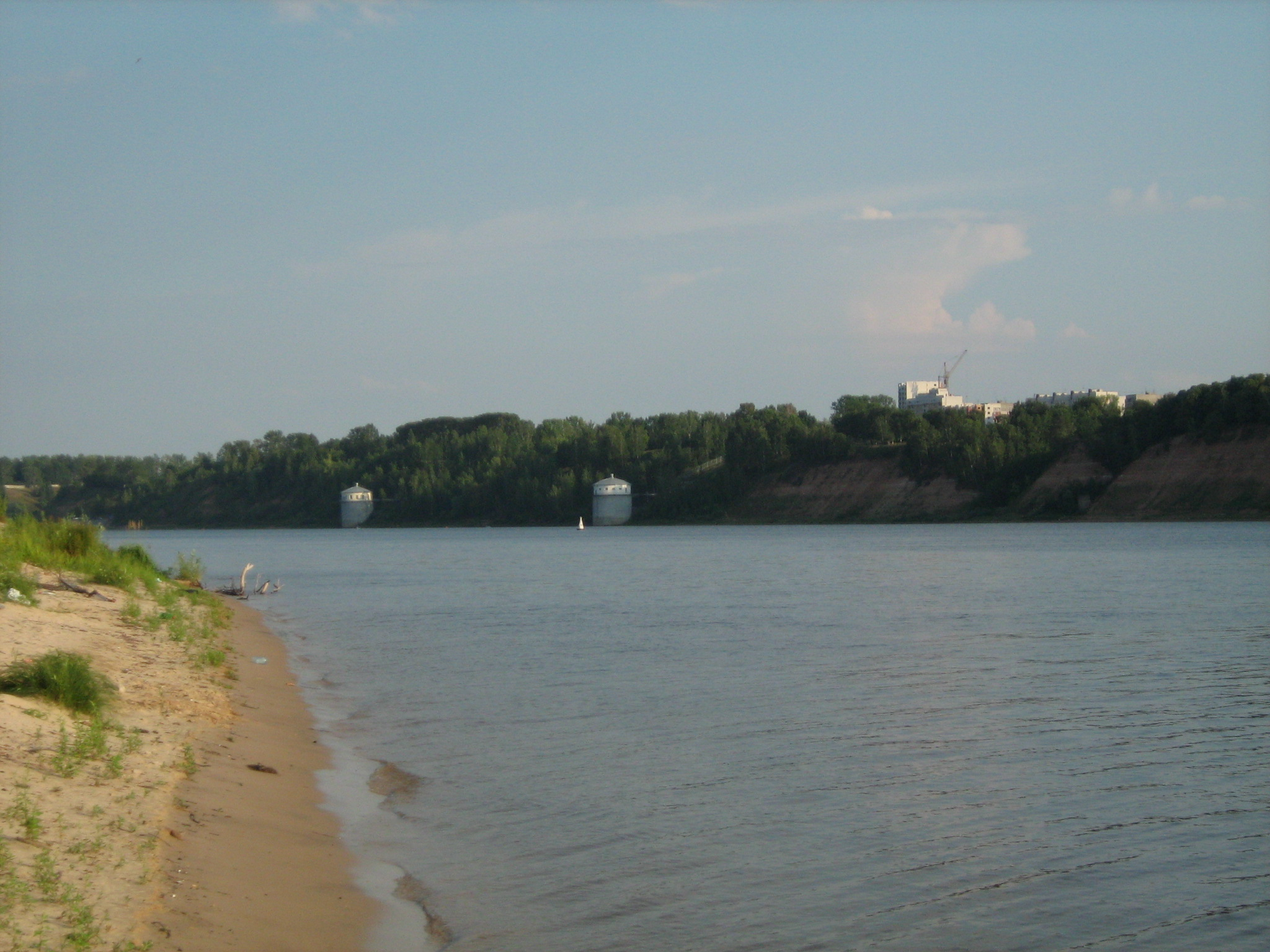
位于克斯托沃市伏尔加河畔的两座给水净化站(两座圆柱形塔)

### 供水
联合国2004年的一份报告显示，在俄罗斯的部分城市出现了给水水质偏低等问题，尤其是在存在地表水水体中微生物含量日益升高的、污水处理厂运行不当、忽视污水净化以及在违反政府条令在水资源保护区用水等现象的城市。鉴于供水点水质下滑，俄罗斯饮用水水质标准变得日益严苛。同期，一封来自世界卫生组织的有关水体微生物污染物浓度的建议信起到了作用。在此之后，俄罗斯制定了有关水处理技术以及饮用水运送过程中水质监督的新标准。
为了解决供水及废水处理中存在的一系列问题，俄罗斯水务部门于2010年12月22日签署了联邦纯净水计划（英語：Pure Water Federal Target Programme），并于2011年至2017年开展并实施。这项计划致力于提升俄罗斯的饮用水水质及废水处理技术。并计划在2017年，使全国自来水供给覆盖率达到95%，并且84%的地区能拥有完备的废水收集及处理系统。根据俄罗斯联邦公布的数据，2011年有16.8%的饮用水样本没有达到相应的水质标准，5.1%的样本水质微生物含量超标。
2015年，有1.15亿～1.46亿的俄罗斯人能获得自来水,但仅有0.869亿俄罗斯人拥有一套完备的下水道设施。近1100万俄罗斯人难以获得优质饮用水，而大约有5000万人（约这个国家三分之一的人口）日常饮用水水质铁离子含量较高。同年三月，俄罗斯政府在通货膨胀率为16.3%的情况下，将全国水价的涨幅控制在了10.5%。

### 卫生
2002年，俄罗斯污水处理厂日均净水量达到56100000 m³，与1995年相近。全国污水管网总长度为118000公里。有86%的废水在经污水处理厂处理后排放至相应受水体。而在其中，仅有28%的废水被处理完全，其余只进行了部分处理的废水被直接排放入周边的河流、湖泊或是海洋中。在俄罗斯，有60%的废水处理厂运行过载，38%的废水处理厂已经运行了25-30年并急需重建。同时由于设施老化，在一年内，平均每5公里的下水管道就会出现一次运行事故。

## 私人企业供水
从1990年至2015年，俄罗斯当局与多家私人企业签订了28项有关供水服务的合同，总投资约为31.85亿美元。其中6项合同于2002年前签署完成，20项在2003年至2006年间陆续敲定。另有一项在沃罗涅日当地的合同自2006年开始谈判，最终于2012年3月1日以10亿美元的特惠价成功签署的合约，以及于2015年6月26日同样在沃罗涅日签署的有关当地水利基础设施建设的新合约。同时，俄罗斯的联邦净水计划也主要由私人企业投资建设，项目总花费为79亿欧元，而联邦及当地政府仅出资42.5亿欧元。